# Teatro Coliseo (Éibar)
El Teatro Coliseo es un edificio cultural polivalente situado en la localidad guipuzcoana de Éibar en el País Vasco, España. El diseño original fue obra del arquitecto navarro Víctor Eusa Razquin. En el año 2007 se realizó la reforma integral de todo el interior manteniéndose únicamente la fachada original. Fue declarado de Bien de Interés Cultural el 16 de septiembre de 1987.

## Historia
El Coliseo de Éibar se empezó a planificar en el año 1947 como sala de cine y teatro; abrió sus puertas en el año 1949 y se cerró en el año 1987. Es obra del arquitecto navarro Víctor Eusa Razquin. Es un edificio expresionista y clasicista con algunos elementos de ornamentación modernista en su fachada. Su escenario era en forma de triángulo equilátero con diez metros de lado.
Volvió a abrir sus puertas el 23 de marzo de 2007 después de una gran reforma dirigida por el arquitecto Martín Herrera. Su presupuesto se elevó a 3,3 millones de euros.
Consta de una sala principal con un aforo de 547 plazas para teatro, cine o espectáculos musicales, y dos salas para cine con aforos de 84 y 74 butacas, respectivamente. Después de que se cerrasen todas las salas de cine existentes, el Coliseo asumió la programación semanal de cine comercial en Éibar, gestionado por la empresa Areto.